# Список дипломатических миссий Сьерра-Леоне
Список дипломатических миссий Сьерра-Леоне — перечень дипломатических миссий (посольств) Сьерра-Леоне в странах мира (не включает почётных консульств).

## Европа
- Бельгия
  - Брюссель (посольство)
- Великобритания
  - Лондон (высшее уполномоченное представительство)
- Германия
  - Берлин (посольство)
- Россия
  - Москва (посольство)

## Азия
- Индия
  - Нью-Дели (высшее уполномоченное представительство)[1]
- Китай
  - Пекин (посольство)

## Америка
- США
  - Вашингтон (посольство)

## Африка
- Гамбия
  - Банжул (посольство)
- Гана
  - Аккра (высшее уполномоченное представительство)
- Гвинея
  - Конакри (посольство)
- Либерия
  - Монровия (посольство)
- Ливия
  - Триполи (посольство)
- Нигерия
  - Абуджа (высшее уполномоченное представительство)
- Эфиопия
  - Аддис-Абеба (посольство)

## Средний Восток
- Иран
  - Тегеран (посольство)
- Саудовская Аравия
  - Эр-Рияд (посольство)

## Международные организации
- Аддис-Абеба (постоянное представительство при Африканском союзе)
- Брюссель (представительство при ЕС)
- Нью-Йорк (постоянное представительство при ООН)